# Anathallis jamaicensis
Anathallis jamaicensis là một loài thực vật có hoa trong họ Lan. Loài này được (Rolfe) Luer mô tả khoa học đầu tiên năm 2009.